# Gibasoides
Gibasoides là một chi thực vật có hoa trong họ Commelinaceae.